# جوبباغان سفلي (مقاطعة غيلانغرب)
جوبباغان سفلي (بالفارسية: جوبباغان سفلی) هي قرية تقع في قسم ديره الريفي في إيران. يقدر عدد سكانها بـ 114 نسمة بحسب إحصاء 2016.